# Modoc
Los modoc o Mō'dokni, son un pueblo indígena del estado estadounidense de California. La mayoría de los miembros del grupo son hablantes fluidos de la lengua amerindia independiente lutuami, subdivisión del idioma klamath-modoc. La etimología de este exónimo proviene del vocablo moatokni que significa  “meridionales”, o bien de mo-adok ma-klaks que significa “gente del sur”, por su ubicación al sur de la tribu klamath. Su territorio tradicional incluían hasta 50 poblados en las zonas fronterizas del alto desierto de Oregón y California a lo largo de la falda oriental de la cordillera de las Cascadas.
Sus números se han reducido considerablemente consecuencia de las guerras con los colonos estadounidenses y epidemias infecciosas. No existen indios modoc en el actual condado de Modoc, su tierra original, desde principios de los años 1970, aunque un número considerable tiene su domicilio en regiones vecinas de Oregón.

## Categorización
Los modoc y los klamath eran llamados originalmente maklaks o mukluks. Inicialmente pertenecían todos a una misma tribu y que vivían en regiones contiguas. Luego de la cataclísmica explosión del monte Mazama, montaña sagrada para los nativos, los modoc se separaron geográficamente para convertirse en su propia nación. El evento volcánico solidificó la separación de los modoc de los klamath y aisló su identidad y sus creencias mitológicas y religiosas.
Tanto los klamath y los modoc son considerados parte de los pueblos indígenas de la meseta noroeste. Las dos tribus estaban integrados a través de lenguajes mutuamente inteligibles, matrimonios mixtos, alianzas militares y actividades sociales, económicas y rituales intergrupales.
Los klamath y modoc, así como los hábitats que han ocupado durante milenios, desafían una categorización simple. El uso altamente especializado de los recursos de los hábitats naturales de los bordes de las marismas a gran altura distinguía a los klamath y modoc de todos los demás grupos etnolingüísticos de la región.: 282  A pesar de las similitudes entre las dos culturas, varios autores designen a los klamath como un tipo cultural separado de los modoc, una "cultura especializada del tule", que era en gran medida el resultado de un entorno restringido e inusual de tierras interiores amplias y poco profundas. Sin embargo, ambos pueblos ocuparon y obtuvieron sustento de los desiertos de artemisa de gran altitud del centro-sur de Oregón y el noreste de California en lugares alejados de las orillas de los grandes lagos, del mismo modo que ocuparon estacionalmente campamentos montañosos de la Cordillera de las Cascadas ocultos por los densos bosques templados de coníferas.

## Territorio modoc
Los modoc se asentaban como vecinos de los klamath, en un punto del desierto alto ocupado por lagos vastos y poco profundos que desembocan en las cabeceras del río Klamath. Los Okwanuchu ocuparon previamente el territorio, tribus de los shasta y quienes permanecieron con derechos de caza en terrenos vecinos a los modoc. Junto con los pueblos klamath, los modoc forjaron un modo de vida con territorios contiguos, situados en una posición geográfica intermedia entre las áreas culturales de los pueblos indígenas de la meseta noroeste, los de la costa noroeste, los pueblos de la Gran Cuenca hacia el este y del estado de California al sur.: 279 
Vivían en las orillas del río Lost [Perdido], entre California y Oregón, y en las riberas de los lagos Tule y Klamath; junto con bandos Rock y Combutwash, ambos subgrupos modoc. Los modoc ocupaban un territorio de unos 13 000 kilómetros cuadrados (5019,3 mi²) y el territorio de los klamath cubría 17 000 kilómetros cuadrados (6563,7 mi²).: 279  Gran parte del antiguo rango de los modoc está incluido hoy en tres Refugios Nacionales de Vida Silvestre: el refugio Clear Lake en el condado de Modoc, California, incluye 25 300 acres (10 238,6 ha); el refugio Tuley Lake en California contiene 37 340 acres (15 111 ha); el refugio Lower Klamath, antiguo lugar de refugio de los isleños Nightfire, cuenta con 81 619 acres (33 030,1 ha).: 38 
Actualmente están divididos en dos grupos: uno vive en la reserva Klamath (Oregón) con los klamath, y un grupúsculo vive en Fort Sill (Oklahoma).
Algunos de los subgrupos reconocidos como modoc incluyen:
- agawesh o agaweshkni, asentados a orillas de la quebrada Willow en su punto de intersección con el Lago Upper Klamath. Su nombre significa "nativo del río".[1]: 19
- chakawech o tchakáwētch,[14]: 1152  vecinos de los yaneks a nivel del río Sprague.[15]
- E-ukshikni, tribu cercanos al río Klamath. Su nombre significa damas del lago[1]: 31
- gumbwuatas o gombatwa·s, asentados hacia el oeste de Tule Lake,[16]
- kalelk, vecinos del extremo norte del río Tule
- kawa o Kaúa,[14]: 1071  compartían con los yaneks los terrenos del río Sprague
- keshlakchuish, al este de las cavernas de lava, en dirección con los límites de la tribu pit y el Lago Goose
- keuchishkeni, al este en dirección del Lago del Bajo Klamath
- kumbat, kumbatuash o kúmbatuashkni,[14]: 1079  tribu que asentaron al sur del lago Tule,[1]: 159–160
- leush, asentados al norte del lago Tule, quizás en los terrenos del actual Malin (Oregón)
- nushalt-hagak-ni o nushaltkagakni, asentados en el curso alto del río Lost en la actual ciudad de Bonanza (Oregón).[2]: 319  Su nombre significa "cabecera del río".[1]: 250
- nakoshkeni o nakōshxēni,[14]: 1097  asentados entre el río Lost y el lago Tule. Su nombre significa "lugar de la presa (o reservorio)".[14]: 14
- pashka en terrenos del noroeste del lago Tule, límite con los shasta
- plaikni, nombre colectivo dado por los klamath a los modoc que hacían asentamiento en el territorio de Oregón a orillas del río Sprague.[14]: 988
- shapashkeni o shapashxēni, asentados entre el Lago del Bajo Klamath y el lago Tule, vecinos de los keuchishkeni. Es un terreno amplio en rocas en forma de semiluna, de ahí su nombre que significa "lugar de la luna".[14]: 527
- skokiwas también hacia el este,[16]
- sputuishkeni, asentados en las costas del lago Klamath.
- stuikishkeni, asentados en el extremo norte del Lago del Bajo Klamath. Su nombre significa "donde las canoas hacen puerto".[14]: 645
- wachamshwash augas arriba del río Lost, desaparecidos por completo.[14]: 887
- waisha, a nivel del río Lost, 3 o 4 millas al noroeste del lago Tule, cerca de las colinas que culminan en Laki Peak, territorio de Oregón. Desaparecidos por completo.[14]: 894
- welwashkeni, asentados en el sureste del lago Tule en el lugar conocido localmente como graja Miller. Desaparecidos por completo.[14]: 932
- wukakeni, asentados en el este del lago Tule, dsaparecidos por completo.[14]: 976
- yaneks, asentados a lo largo del curso medio del río Sprague en el territorio de Oregón. Su nombre significa "pequeños guerreros".[14]: 988
- yulalona, asentados entre el río Sprague y el Lago Upper Klamath.

## Demografía
Previo a la colonización europea de América, las estimaciones de las poblaciones de la mayoría de los grupos nativos de California, incluyendo los Modoc, han variado sustancialmente.: 320  James Mooney calculó la población aborigen de los modoc en 400 personas. El antropólogo Alfred Kroeber estimó que la población modoc dentro de California era de 500 personas para el año 1770.: 883  El antropólogo de la Universidad de Oregón, Theodore Stern, sugirió que había habido un total de unos 500 individuos modoc. En 1846, la población pudo haber incluido quizás 600 guerreros, una cifra probablemente sobreestimada. En 1960 había unos 329 en Oregón y 30 en Oklahoma. Hacia 1970 eran unos 400 en Oregón y unos 50 más en Oklahoma. Según datos de la BIA, en la Reserva Modoc de Oklahoma vivían 124 individuos.
Según datos del censo de 2000, había 478 modocs puros, 438 mezclados con otras tribus, 280 mezclados con otras razas y 242 mezclados con otras razas y otras tribus. En total, 1438 individuos. De éstos, 603 viven en Oregón y 46 en Oklahoma.

## Costumbres
Los modoc se dividían en poblados autónomos, cada uno de ellos con un la gi (caudillo) propio y un chamán; los poblados podían aliarse para la guerra, y a menudo se producían matrimonios entre los habitantes de los mismos. Cada subdivisión, a su vez, constaba de varios asentamientos invernales espacialmente próximos. Las subdivisiones y asentamientos dentro de cada tribu eran relativamente autónomos políticamente, pero estaban unidos por el parentesco, la interacción socioeconómica y la interacción ritual.: 279 
Los más pobres vivían en cabañas hechas de arbustos; en el verano habitaban en casas con forma de cúpula hechas con palos y arbustos, o en cobertizos hechos con matojos. Como las otras tribus del Altiplano, tenían casas de sudor para hombres y mujeres, que al tiempo eran centros comunitarios, y donde se ejercían actividades religiosas. 
La religión estaba enfocada hacia los espíritus guardianes, cuya ayuda se solicitaba de todas las maneras para asegurarse ante las adversidades. Creían que el mundo era un disco plano, que fue ensanchado por el creador Kumookuints. También creían en Wash, la mujer coyote, y en Tcut, espíritu de la ardilla. Sus tradiciones, mitos y leyendas fueron recogidas y publicadas por Albert Samuel Gatschet en 1885.

### Aves acuáticas
Eran cesteros y comerciantes, trabajaban la obsidiana, y sus rasgos culturales eran idénticos a los de los klamath, que pertenecían a la cultura del Altiplano, situados entre las llanuras y la costa del Noroeste. Mientras que los klamath del norte vivían de la pesca y de la caza, los modoc eran pescadores y recolectores. La precipitación local era escasa, pero la región contaba con abundante agua abierta y un hábitat pantanoso para las aves acuáticas de la ruta pacífica norteamericana. Las cuencas entre las crestas causadas por fallas geográficas retenían agua en las marismas, y la Cordillera de las Cascadas constituía una barrera que controlaba el flujo de salida hacia el océano Pacífico. La abundante luz solar alimentaba plantas acuáticas como la ruppia, la Potamogeton, la lisimaquia (Polygonum), además de numerosas especies de algas.: 36 
Entre las aves migratorias, los ánades rabudos y los ánades reales se encontraban entre las primeras aves en llegar en el otoño del oeste de Estados Unidos. Entre las últimas en aparecer, el pato americano y el porrón de lomo cruzado. En la migración hacia el norte, los ánades rabudos y los ganso blanco lideraban las bandadas de retorno. Los ánades caretos estaban entre los últimos en llegar, generalmente en abril.

### Hábitos alimenticios
Estudios de ocupación modoc revelan una gran variedad de aves consumidas. Se incluyeron las fochas comunes, patos, gansos y cisnes.: 22  También se han descrito a otras aves como parte de lo que estos habitantes ingerían, incluyendo el pelícano, podicipédidos, la garza, el cormorán, el colimbo, el caradrinos, las gaviotas y el serretas. Se han hallado muchos huesos de águilas, búhos y cuervos entre las remanentes de estas comunidades antiguas, pero se cree que fueron capturados con otros fines que no fueran para comer.: 41 
Otro hallazgo del estudio de huesos en comunidades modoc fue la variedad estacional de las especies de aves encontradas en excavaciones. Por ejemplo, la presencia del ánade rabudo sugeriría la ocupación del sitio a principios de la primavera o principios del otoño.
El interior del mortero modoc casi siempre tenía un fondo puntiagudo hecho por el movimiento circular del proceso de molienda utilizado para pulerizar la carne. Esta forma de mortero es diferente de la utilizada por la mayoría de las tribus de California para queines las bellotas proporcionaban gran parte de la dieta. El mortero puede usarse como herramienta de diagnóstico y para establecer el límite entre el territorio de los modoc y los shasta queienes habitaban en el condado de Siskiyou y se conformaron con la bellota y el salmón. Por su parte, los modoc se conformaron con las aves acuáticas y el matalote.: 55 
Quizás el descubrimiento animal más inusual han sido los huesos del búfalo americano que se encontraron en todas las fases de ocupación de la isla NightFire entre 7000 hasta 3000 antes de Cristo y luego desaparecieron.: 68 

### Utensilios de caza
Hay un salto en el número de pequeñas puntas de flecha con tallo y muescas en las colonias modoc alrededor de 2500 años A.C. que corresponde al comienzo del pico en los restos consumidos del pato zambullidor. También las pequeñas piedras con forma ovalada, anteriormente llamadas piedras de juego, parecen haber dejado de usarse alrededor de esta misma fecha.: 45  Podría haber sido el momento de la invención o introducción del arco y la flecha. El arco fue utilizado por los modoc en la isla Nightfire antes del año 400 d. C. Se encontró un fragmento de arco en la cueva de Cougar Mountain, que se dice que tiene entre 1200 y 1600 años de antigüedad.
La fecha de la invención o introducción del arco y flecha a la región de Klamath corresponde estrechamente con su adopción en la cueva Lovelock, Nevada, asociados con cestería. Los modoc pueden haber usado boleadoras para capturar aves. Toda la zona habitada por los modoc está cubierta con estas pequeñas piedras. Algunas se encontraron en el suelo del lecho del lago White, otras en la arena amarilla de la capa con restos de pato sobre el lecho del lago. Las piedras eran bastante numerosas antes de 3500 antes de Cristo y desaparecieron repentinamente en los niveles superiores de la isla conocida como Nightfire. El lugar debe haber sido alguna vez un bache abierto en la vegetación para que los cazadores primitivos podían acercarse sigilosamente a las aves acuáticas y luego enredarlas en sus bolos. El uso generalizado de los bolos se confirma además por el hecho de que prácticamente cada metro cuadrado de la isla contenía una o más piedras boleadoras en los estratos inferiores de la isla. 
Otra piedra de misil guiado que se usó antes y probablemente después de la introducción del arco y la flecha es la simple roca plana saltadora, usados por los modoc para casar aves acuáticas sentadas sobre el agua,: 22  habiendo miles de ellas cerca de las orillas del lago Crump en el condado de Lake, Oregón y, en menor medida, alrededor de los lagos Playa en Warner Valley. Todas han sido moldeadas por los indios en formas generalmente cuadradas. Algunas tienen ligeras muescas laterales como si estuvieran unidas entre sí a la manera de boleadoras. Otra arma usada para la caza de patos era el más complicado átlatl.

### Obsidiana
La obsidiana tenía un gran valor para los fabricantes de flechas modoc. La fuente más popular de obsidiana era Glass Mountain, que se encuentra al sur del Monumento Nacional Lava Beds. Fragmentos de desechos de obsidiana fueron traídos de Buck Mountain cerca de Eagleville (California). Este flujo es más del doble de distancia que Glass Mountain o Tucker Butte. Los modoc pueden haber decidido viajar una distancia tal para picar material porque, por lo general, a los hombres mayores que eran los fabricantes de flechas les gustaba tanto la obsidiana de Buck Mountain que estaban dispuestos a viajar la distancia adicional, incluso con el riesgo de ingresar al territorio de los indios Paiute y Pit River. Es posible que otras tribus o bandas enemigas de los modoc ocupaban los puestos de los flujos de obsidiana cerca de Glass Mountain. También es posible que haya habido períodos de intensa actividad volcánica durante los 7000 años de historia de la gente de la isla de Fireisland. Durante este período, los flujos de vidrio del volcán Medicine Lake eran simplemente demasiado calientes para acercarse y el temor a los espíritus de la montaña puede haber estado demasiado real en las mentes de los recogedores de obsidiana. recolectores

## Historia

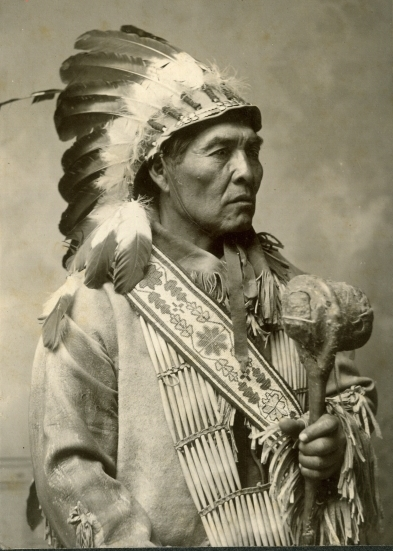
Foto del jefe modoc "Yellow Hammer" tomada por Joseph Andrew Shuck antes de 1904.

Los modocs eran una tribu relativamente pequeña y poco organizada aunque culturalmente separadas de otras tribus. Operaban en grupos pequeños y autónomos, cada uno con un jefe (la'qi) que actuaba como asesor interno. Vivían al sur de los klamath y eran por lo general pacíficos, con ocasionales incursiones guerreras contra los shoshone, paiute y shasta que rodeaban los asentamientos Modoc. Existen registros de arte rupestre que datan de hace unos 14.000 años. Los modoc no son los autores de este arte rupestre, sino parte de los grupos nomádicos que poblaban Norteamérica previo a la actividad volcánica de la región. Los más antiguos asentamientos modoc en el valle del lago Tule datan hace 2 mil años.
Las evidencias de conjuntos prístinos de datos arqueológicos sugieren que las bandas modoc se movían con las estaciones del año o relativos a una actividad específica basado en un lugar específico que satisfiso sus necesidades. Se asentaban principalmente en busca de caza como alces y ciervos, aves acuáticas, peces, así como bulbos, semillas y plantas comestibles. Los Modoc vivían a ambos lados de lo que hoy es el límite entre California y Oregón. Sus tierras se extendían aproximadamente 100 millas (160,9 km) desde el monte Shasta hasta Goose Lake, cerca de Lakeview (Oregón). Los numerosos artefactos arqueológicos encontrados la región de Goose Lake en Oregón ponen en evidencia a una gran población india en ese valle. No habían indígenas en el lugar cuando llegaron los colonos europeos. Su ausencia de Goose Lake se debe a mobilización y migración por recursos. Los indios, evidentemente una rama de los modoc "pits", habían emigrado del valle de Goose Lake durante una de sus periódicas sequías, probablemente a principios del siglo XVIII. Durante los períodos en que el lago Goose Lake estaba lleno de agua, era una región de abundante pesca y caza. 
Compartían la región con la banda Klamath, un tipo cultural aparte, en gran medida como resultado de separación por hábitat. Se comopnía de un ambiente restringido e inusual de grandes lagos interiores, poco profundos donde habitaban los modoc en comparación con las altas montañas de los asentamientos klamath. Sin embargo, los pueblos modoc tambiěn ocuparon y obtuvieron sustento de las zonas altas, los desiertos de artemisa de gran elevación del centro-sur de Oregón y el noreste de California, de lugares alejados de las orillas de los lagos, al igual que ocupaban estacionalmente campamentos montañosos de la Cordillera de las Cascadas ocultos en medio de densos bosques de coníferas templados.

## Contacto con colonos
El primer contacto con emigrantes blancos fue mayormente pacífica. Muchos entre los modoc huyeron hacia las montañas alrededor de sus asentamientos. Con la claridad de que las intenciones no eran agresivas por parte de los colonos, comenzaron los primeros encuentros con emigrantes, quienes establecieron puestos de intercambio con los modoc y otras bandas, especialmente preferido por los nativos era pan, café, harina y otros. En los años 1820, Peter Skene Ogden, un explorador de la Compañía de la Bahía de Hudson, estableció comercio con el pueblo klamath al norte de los modoc. En diciembre de 1843, les visitó el norteamericano John C. Frémont, quien en 1846 fue atacado por la tribu de los klamath.: 187–188  En 1847-1848 los modoc sufrieron una epidemia de viruela que los redujo a la mitad de sus números. Aun cuando no fue la primera epidemia en afectar la banda, comenzaron a atacar los asentamientos blancos porque les consideraban responsables de la enfermedad.

### Masacre del Capitán Crosby

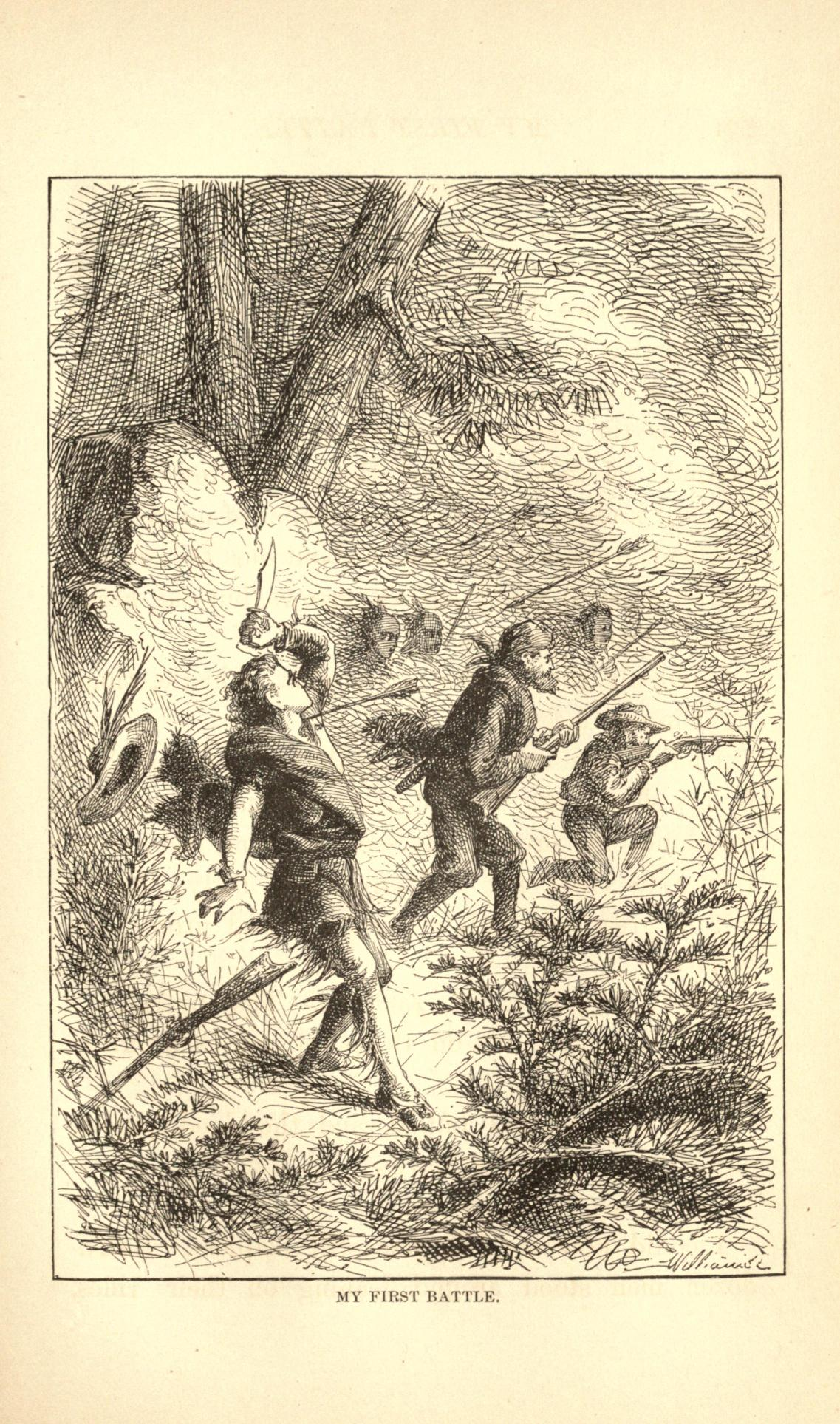
Ilustración de un ataque entre indios y colonos.

En septiembre de 1852, el subgrupo modoc llamados "Pit River", por su asentamiento en el río homónimo, atacó a un grupo de colonos que vivían en los alrededores de Alturas (California), lugar llamado hoy "Bloody Point" (del inglés Punto Sangriento) y mataron unas 60 personas, hombres y mujeres. Los sobrevivientes huyeron hacia las minas de Yreka donde se organizaron grupos para investigar los hechos. No tuvieron contactos violentos en su paso por la banda modoc hasta llegar al lugar de la masacre donde enterraron a sus muertos. De retorno a Yreka, acamparon en el extremo Este de Tule Lake donde fueron atacados por nativos,: 187–188  probablemente de los Pit River, en vista que la población principal de los modoc hicieron intercambios de materiales con el grupo, especialmente por medio de su comandande, el Capitán Jim Crosby.: 16–17  Luego del ataque, Crosby ordenó a su compañía a atacar a todo indígena visible y mataron a varios en los alrededores de Tule Lake. Crosby continuó hacia el oeste sin encontrar otros nativos hasta Oakland (California) donde fue recibido por indígenas modoc del bando "Hot Creek", quienes se acercaron con intenciones amistosas.: 16–17  Crosby ordenó atacar a los indígenas dejando pocos vivos.: 74  Fue el último encuentro de Crosby antes de llegar de vuelta a Yreka. Se estima que los hombres de Crosby mataron a 80 modocs en Oregón. 

### Masacre de Ben Wright
Como consecuencia de la masacre de los miembros de su banda, los jefes modoc, incluyendo el padre de Kintpuash, acordaron reunirse con Ben Wright, jefe de la expedición proveniente de Yreka para encontrar un acuerdo de paz, en el verano boreal de 1852. Wright había pasado gran parte de su vida cazando indígenas,: 42  siendo entrenado por la milicia estadounidense en sus batallas en contra de los indios Cayuse en Walla Walla. Wright recibió a un grupo de hombres provenientes de la región del río Rogue y que llegaron a Yreka pasando por Keno a lo largo del río Klamath.: 27  La expedición se unió a Wright quien acomodó a la representación modoc en un campamento en California, a poca distancia del lugar de la masacre de Crosby y les sirvieron de cenar promoviendo un arreglo amistoso.: 16–17  A la mañana siguiente, Wright mató a los padres de Kintpuash y a los miembros de la delegación de paz modoc en una emboscada en contra de indígenas desarmados.: 29  De los 46 nativos que arribaron para las negociaciones de paz, 41 fueron asesinados por el grupo de Wrigth. Hacia 1854 los colonos invadieron sus tierras en los alrededores del lago Tule.
Habiendo fallecido su padre, Kintpuash asumió el liderazgo de su banda. Volvió al lugar de la masacre de Wright para dar cremación a sus fallecidos. Kintupash tomó un grupo de su banda hasta Yreka con la intención de buscar una salida a los problemas de seguridad de los modoc. El juez de Yreka Roseborough le prometió asistencia legal si se mantenía a la par de los tratados legales de los Estados Unidos. Estos eventos fueron los que inevitablemente llevarían a la guerra Modoc en los años 1870.

### Puente natural
A lo largo del curso del río Lost, a poca distancia sur de Merrill (Oregón), existe una formación rocosa que cruza sobre el río, al que apodan "puente natural". Kintpuash llevó al restante de sus habitantes a ambos lados del río Lost a nivel del "puente natural". Kintpuash realizó varias visitas a Yreka con el fin de entablar relaciones pacíficas con los colonos. Además del juez Roseborough, otros conocidos de Yreka incluyendo Elisha Steele y John Fairchilds, advirtieron a Kintpuash a no atacar colonos y permanecer en paz en Oregón. 
Los colonos continuaron instalando habitaciones y terrenos agrícolas al sur del asentamiento de Kintpuash hasta el Lago Tule. Los números aumentaron con la creación de la "Senda de Applegate", el cual conectaba la Senda de Oregón usada por los británicos, y el valle de Willamette al oeste de Oregón hacia las cuevas de lava al sur del lago Tule. Las relaciones entre los nuevos colonos y los modoc eran amistosas. Los colonos emplearon a los modoc para construir postes para sus cercos y cultivar la tierra. Por aproximadamente 10 añós los indígenas viveron en paz a orillas del río Lost. En 1868 el Departamento de Guerra de los Estados Unidos recibió información de los colonos vecinos de los modoc que los indígenas estaban alzandose ante los colonos y creando danzas y gritos de guerra. El gobierno federal destacó al coronel Alfred B. Meacham, proveniente de Salem, quien recibió la encomienda de ser el Comisionado de Paz ante los modoc de Kintpuash. En noviembre de 1869, Meacham y su comitiva se reunieron con los modoc en consejo de paz. En los últimos días de 1869 y como parte del acuerdo de paz, Kintpuash trasladó a su pueblo sin gran oposición desde el "puente natural" a los terrenos de los klamath, sobre una colina al este del lago Upper Klamath. Por su ubicación histórica, el sector se le conoce hoy como "Punto Modoc".

### Reserva Klamath
Los modoc del río Lost y otros bandos de los alrededores del lago Tule vivieron los primeros meses de 1870 en territorio de la Reserva Klamath, conocida con el nombre de Quapaw. Los modoc fueron empleados para construir barreras, caminos, talar y cultivar las tierras. Descontentos que los modoc estuvieran en sus tierras, los klamath mantenían a los modoc en constante saboteo y asote. Complicado por la mala administración de parte de los comandantes estadounidenses de la reserva, Kintpuash tomó a su bando en el verano de 1870 y los trasladó, en contra del mandato de los militares, de vuelta a los alrededores del "puente natural". Algunos de los modoc no querían oponerse al gobierno federal y se mudaron de su asentamiento a la zona Yainax, parte del territorio klamath pero aislado de ese bando.

## Tratados
El invierno de 1861-1862 fue especialmente duro para los bandos modoc. Para aliviar sus desafíos, el jefe Old Schonchin habló con los representantes estadounidenses para firmar un tratado, pero Kintpuash, entonces conocido como Captain Jack, se opuso. En 1863 los unionistas instalaron tropas en Fort Klamath, razón por la cual el 14 de febrero de 1864 Old Schonchin pactó por su cuenta con Elisha Steele, representante de la Oficina de Asuntos Indígenas. 
En 1887 se les aplicó como a las otras tribus, la Allotment Act, y hacia 1899 sólo quedaban 50 modoc asentados en Oklahoma, que se dedicaban a la agricultura. Desde 1909 se les aplicó un programa económico del gobierno y durante los años 1920 recibieron dinero federal. 
En 1954 les aplicaron la Termination a los que vivían en la Reserva Klamath, y entre 1961 y 1974 la tierra tribal fue vendida entre los residentes, de manera que se incorporó al Winema National Forrest. El 13 de agosto de 1954 también se les aplicó a lo 55 que quedaban en Oklahoma, quienes en 1967 decidieron unirse al Intertribal Council con quapaw, peoria, ottawa, wyandot, miami, shawnee y seneca-cayuga.
En 1967 adoptaron una estructura tribal requerida por la BIA y fue elegido como jefe tribal Bert Haymon. En 1972 dimitió el sucesor, Vernon Walker, y nombrado Bill Follis, quien en 1978 fue reconocido como jefe de la tribu por el gobierno. Otro modoc destacado es el escritor Michael Dorris.

## Guerra Modoc
En octubre de 1864 la delegación estadounidense les obligaron a ceder sus tierras a los Estados Unidos, enviándoles al lago Upper Klamath. En 1865 firmaron un acuerdo por el cual se creaba la Reserva Klamath, pero fueron tratados como intrusos. Por esto, en 1868 Kintpuash se escapó de la reserva y volvió a sus tierras de origen. El 22 de diciembre de 1869 participaría en una Conferencia en la Reserva Klamath, pero como el gobierno no cumplió con el tratado, el 26 de abril de 1870 se escapó con algunos partidarios por segunda vez. El verano boreal de 1872 unos 300 modocs comandados por Kintpuash, se ocultaron en el río Lost, y al insistir los blancos en internarlos en las reservas estallaría la Guerra Modoc. Kintpuash, con 75 modocs, desafiaría a más de mil soldados y 80 mercenarios tenino. El 28 de noviembre de 1872 mataron a un soldado e hirieron a siete más en el río Lost, y el jefe Hooker Jim mató a doce colonos en respuesta a un ataque blanco. Finalmente hubieron de huir a Lava Beds, santuario modoc. 
El 16 de enero de 1873 los EE. UU. enviaron más tropas: 225 regulares y 104 voluntarios contra 51 guerreros, de los cuales 14 se querían rendir. El 28 de febrero la prima de Kintpuash, Winema, y su esposo blanco Frank Riddle se ofrecieron a negociar con los modoc, y por ello el 11 de abril se reunieron el general Canby, el reverendo Eleazer Thomas, L. S. Dyar, A. Meacham, Winema y Frank Riddle con los líderes indígenas Boston Charley, Bogus Charley, Kintpuash, Hooker Jim, Black Jim, Schonchin John, Ellen’s Man y Shacnasty Jim. Como pidieron insistentemente la cabeza de Hooker Jim, tras el grito ot-we kantux-e (todos listos) asesinaron al general Edward Canby y al rev. Eleazer Thomas, pensando que así la guerra se acabaría antes. Esto no evitó que el 14 de abril fuesen sitiados en Lava Beds, donde tuvo lugar la última batalla. En una emboscada mataron a 72 mercenarios tenino, pero el grupo hubo de dividirse y Hooker Jim les traicionó tentado por una amnistía el 27 de mayo. Así el 30 de mayo Kintpuash fue capturado. Un total de 11 modocs murieron, sin contar mujeres y niños. También mataron a 65 soldados, e hirieron a 67 más. Sus caudillos Capitain Jack, Stemboat Frank y Bogus Charley fueron juzgados en julio. El mes de octubre fueron ahorcados Kintpuash, Schonchin John, Boston Charley, Black Jim y siete más. De los 247 supervivientes, unos 153 (39 hombres, 54 mujeres y 60 niños) fueron llevados a Fort Sill, de la Agencia Quapaw (Oklahoma) y confinados como prisioneros en la llamada Modoc Prairie; los otros 103 fueron enviados a la Reserva Klamath en Oregón.
Entre el grupo de Oklahoma, en 1874 el jefe Scarfaced Jim recibió 20 200 acres (8174,7 ha) para cultivo, pero la malaria los redujo a 139 en 1880, a 91 en 1886 y a 86 en 1889. También sufrieron la sucesiva muerte de los caudillos: Bogus Charley murió en 1880, Stemboat Frank, convertido al cristianismo por los cuáqueros, murió en 1888; Hooker Jim lo hizo en 1879 y Shoknasta Jim en 1881.